# Nyctiphrynus
Nyctiphrynus é um género de noitibó da família Caprimulgidae.
Este género contém as seguintes espécies:
- Nyctiphrynus mcleodii(Brewster, 1888)
- Nyctiphrynus ocellatus (Tschudi, 1844)
- Nyctiphrynus rosenbergi (Hartert, 1895)
- Nyctiphrynus yucatanicus (Hartert, 1892)